# Hans-Jürg Sommer
Hans-Jürg Sommer (* 1950) ist ein Musiker und Komponist aus der Nordwestschweiz.
Er entstammt einer Arbeiterfamilie und absolvierte eine Dekorateurlehre. Am Konservatorium Biel schloss er 1978 seine Ausbildung zum Gitarrenlehrer ab. 1979 begann er, im Selbststudium das Spiel auf dem Alphorn zu erlernen. Da es schwierig war, Noten für das Alphorn zu erhalten, entschloss sich Hans-Jürg Sommer, selbst Melodien für das Alphorn zu komponieren und aufzuschreiben. Ungefähr ein halbes Jahr später trat er mit einer Eigenkomposition am Jodlerfest auf und erreichte die Klasse 1.
In seinem Schaffen entstanden über 500 Melodien. Heute ist er der wohl meistgespielte Alphornkomponist. Die Schweizer Landesfonotek listet über 116 Tonträger, bei denen er entweder mitwirkt oder Kompositionen von ihm gespielt werden.
Hans-Jürg Sommer wurde 2002 für seine musikalischen Verdienste mit dem Goldenen Violinschlüssel ausgezeichnet.
Im Jahr 2006 verlieh ihm der Kanton Solothurn in Anerkennung seiner kulturellen Leistung den Preis für Musik.